# ホンダ・ホーク
ホーク（HAWK）は、本田技研工業が製造販売する排気量1,100ccクラスのオートバイ、およびかつて製造販売した排気量400cc・250ccクラスのオートバイの各シリーズの商標である。

## 概要
本モデル以前の本田技研工業製400ccクラスロードスポーツタイプバイクは、1973年から空冷4ストローク並列2気筒2バルブSOHCエンジンを搭載するドリームCB360Tと1974年から日本国内ならびに海外とも排気量408ccの空冷4ストローク並列4気筒2バルブSOHCエンジンを搭載するドリームCB400FOURがラインナップされていた。
しかし、日本では1975年に自動二輪車運転免許制度改正が実施され、排気量400cc以下のみ運転可能な中型限定が設定されたことから、ドリームCB400FOURは新たに排気量398ccのモデルを開発する必要が生じた。このため、2種類のエンジン・フレーム・スペックはもとより、日本モデルではカラーバリエーションも追加した結果、逆にコスト高となる弊害が生じた。また、CB360Tは設計が古く陳腐化してきた面もあり、両者を統合して生産コストを抑えたうえで性能的にも凌駕するモデルが要求された。その結果、開発されたのがCB400T HAWK-IIである。
特徴的なエンジン（詳細は後述）は、多数の派生車種を展開するとともにフレームを共用したうえで同一コンセプトのエンジンを搭載する姉妹車として250ccモデルもバリエーションに加えられた。
なお、各車ともCBシリーズの車名を割り振られているが、同社ではペットネームであるホークシリーズとして扱う。

## 車両解説
※本項ではベースとなったCB400T HAWK-IIについて解説を行う。
車体
カフェレーサー風のドリームCB400FOURから大きく変貌し、丸いガソリンタンク・アップハンドル・厚いロール&タックシート・短く太いメガホンマフラーなどを装備する。アメリカンタイプともヨーロピアンタイプとも言えない独自のスタイルとした。
フレームは、鋼板プレス張り合わせのダイヤモンドフレームを採用するほか、キャスター角は27°、トレールは100mmに設定された。
エンジン
吸気2・排気1の3バルブ配置としたCB400TE型空冷4ストローク2気筒SOHCエンジンはバランサーを内蔵する内径x行程=70.5x50.6（mm）の超ショートストローク設計。電気進角式CDI点火を採用する上で、圧縮比を9.3に設定。排気量395ccから最高出力40ps/9,500rpm・最大トルク3.2kgf・m/8.000rpmのスペックをマーク。変速機は左足動式5段マニュアルトランスミッションを搭載する。
2気筒エンジンを採用した理由は、ミドルクラスなら4気筒より2気筒のほうが速く効率がよいとの理論に基づいており、最高出力はCB400FOURの37ps（408ccモデル）・36ps（398ccモデル）に対して40psと10%程向上した。
また、燃料は強制開閉式CV型キャブレター2基により供給。エキゾーストマニホールドならびにマフラーは排気脈動効果から2into1の集合チャンバーがついた左右2本出しメガホンタイプを装着する。
足回り
サスペンションは、フロントがテレスコピック、リヤがスイングアーム。タイヤサイズは、フロントが3.60S-19-4PR、リヤが4.10S-18-4PRと従来の同クラスより幅が太めのサイズを装着する。
ホイールは、メインテナンスフリーとコストダウンの観点から独自の組み立て式コムスターホイールがCB750FOUR-IIに続いて採用された。
また、大幅なコストダウンの観点からメーター周辺へのプラスチック多用・プレス鋼板製トップブリッジ・メインキー連動ハンドルロックの省略などが実施された。
ただし、パワーユニットなどの重量物を車体中心部にまとめた集中レイアウトによる安定感ある操縦性から運転しやすいこともあり、教習車仕様も導入実績がある。

## 車種構成

### 400ccモデル

#### CB400T HAWK-II

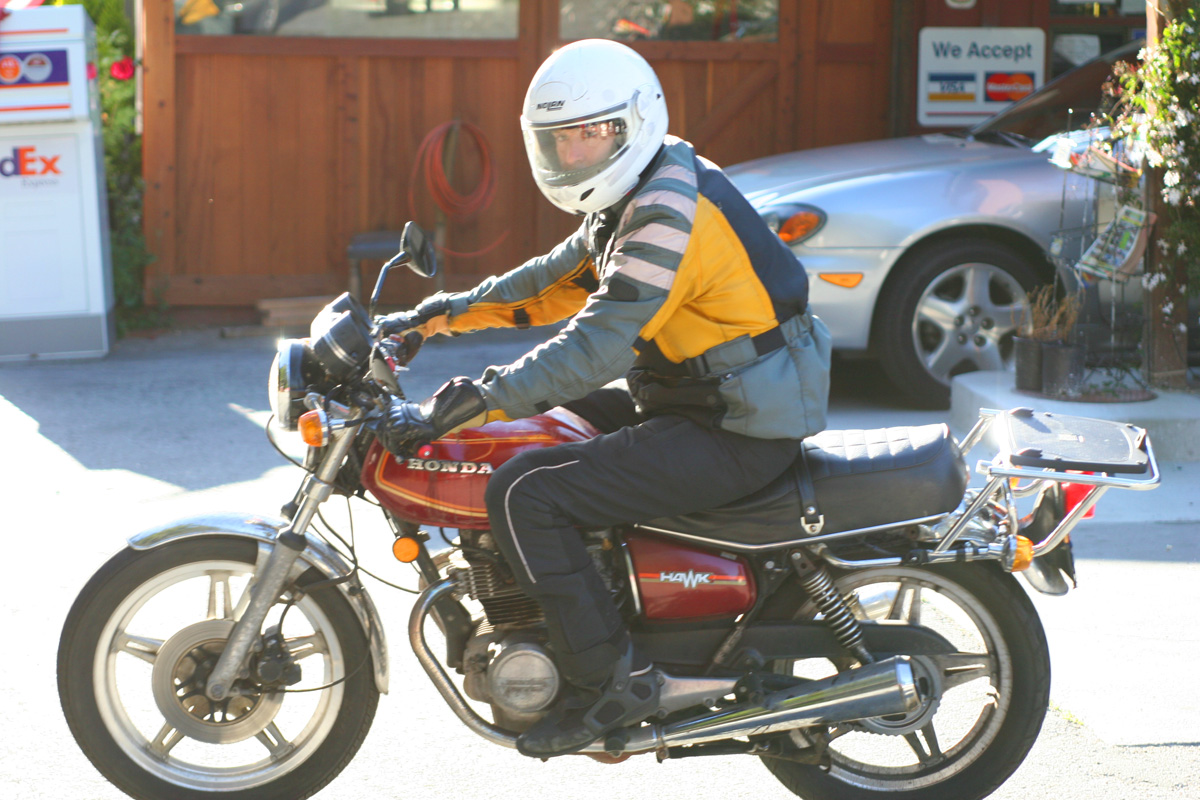
CB400T HAWK-II
（輸出仕様）

HAWKシリーズの基礎となったモデルで1977年5月12日発表、同月25日発売。燃料タンクの形状からやかんの別称を持つ。
1978年3月9日発表、同月10日発売でマイナーチェンジを実施。燃料タンクを後述するホンダマチック装備車と同じやや角張ったタンクに変更し容量を14→13Lに減少。リヤサスペンションを板バネとオリフィスだけでコントロールしていた減衰力をさらにコイルスプリングとチェックバルグを設けることによってスピードに応じて可変的な減衰力特性をもたせたFVQダンパーに変更した。
1980年6月にもカラーリング変更のマイナーチェンジを実施した。

#### CB400T ホンダマチック装備車 HAWK
1978年1月25日発表・発売。
4輪車用に開発された3要素1段2相形前進2速オートマチックトランスミッションのホンダマチックをドリームCB750FOUR EARAに続いて搭載したモデル。前述した13L燃料タンクを装着するほか、HAWK-IIとは以下の相違点がある。
- クラッチレバーを廃止し、パーキングブレーキレバーを設置。
- タコメーターを廃止し、シフトポジションインジケーターを設置。
- エンジン特性をホンダマチックに合わせて最高出力30ps/8,000rpm・最大トルク2.8kgf・m/6.000rpmにデチューン。

#### CB400N HAWK III
1978年8月23日発表、同月24日発売。

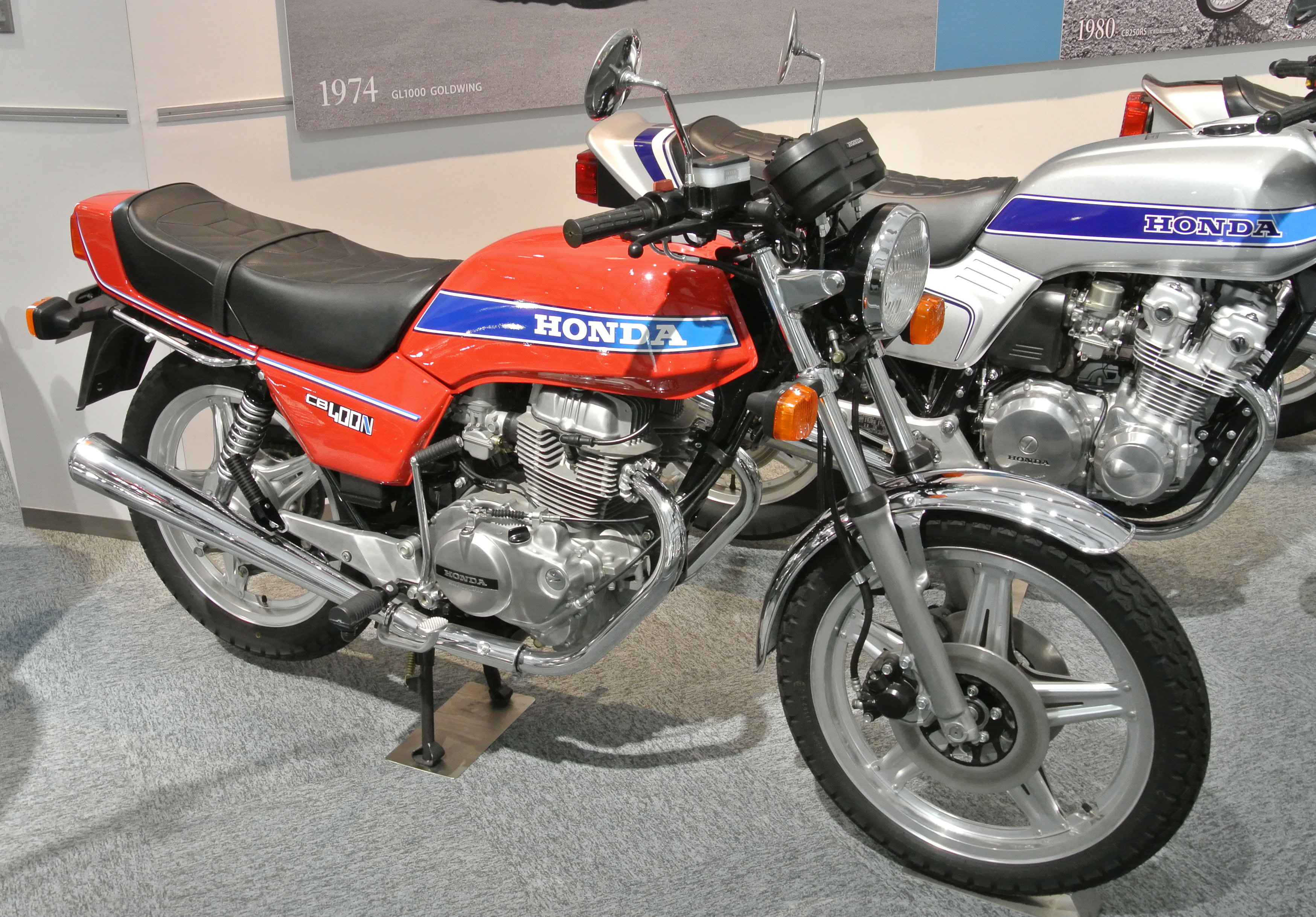
CB400N HAWK III
ホンダコレクションホール保存車

CB400T HAWK-IIをベースにCB750Fと同様なヨーロピアンテイストの外装スタイルを取り入れたスーパースポーツモデル。以下の変更点がある。
- ハンドルをセミフラットタイプに変更。
- ハンドル位置変更に併せてバックステップを採用。
- トランスミッションを6速に変更。
- 燃料タンクを14Lに増量。
- フロントディスクブレーキをダブル化。
- コムスターホイールをリム・スポークプレート・ハブともにすべてアルミニウム合金製に変更[注 4]。

1979年7月にカラーリング変更のマイナーチェンジを実施した。

#### CB400D SUPER HAWK III
1980年7月24日発表、同年8月1日発売。1979年以降に運輸省（現・国土交通省）から認可された同社のオートバイは型式名称付与のルールが変更になったため本モデルはNC04の型式名を持つ。
型式名異なるもののCB400N HAWK IIIの大幅マイナーモデルチェンジ車で以下の変更を実施。
- ハンドルロックをイグニッションキー連動タイプに変更。
- メータ周りをドリームCB400FOURと同意匠に変更。
- ハンドルをジュラルミン鍛造製セパレートハンドルに変更。
- ブレーキペタル・チェンジペタルもジュラルミン鍛造製に変更。
- ステップホルダー・ハンドルトップブリッジをアルミ合金製に変更。
- バックミラーをブレの少ない防振タイプに変更。
- リヤブレーキをドラムからディスクへの変更。
- 2輪車では初となるデュアルピストンキャリパーを採用。
- フロントサスペンションをセミエアサス化。
- キックスターターを廃止。
- エンジンを黒塗装。
- コムスターホイール・フロントフォークボトムケース・リヤサスペンションスプリングをゴールドカラー化[8]。
- タイヤをチューブレス化[8]。

1981年5月にカラーリング変更のマイナーチェンジを実施。

### 250ccモデル
1973年から製造販売されていたドリームCB250Tのフルモデルチェンジという意味合いも持つ。
本シリーズでも先代に倣いフレームを共用するほか、搭載するエンジンも3バルブ超ショートストローク設計・電気進角式CDI点火・強制開閉式CV型キャブレター2基・2into1の集合チャンバーがついた2本出しマフラーの採用も400モデルと共通する。
- ただし排気量を249ccに設定するため内径x行程=62.0x41.4（mm）とボア・ストローク比は400の0.72以下の0.67とよりショートストロークとなった。

同エンジンは圧縮比9.4から最高出力26ps/10,500rpm・最大トルク2.0kgf・m/8.500rpmのスペックをマークする。

#### CB250T HAWK

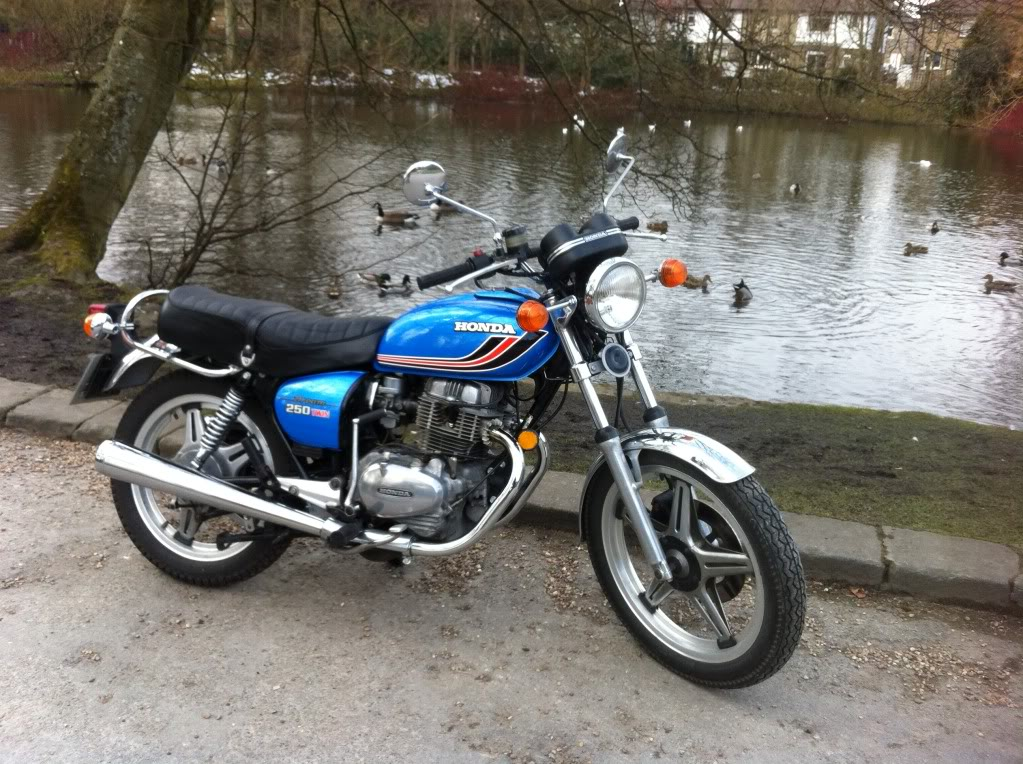
CB250T
欧州仕様

1977年7月5日発表・発売。CB400T HAWK-IIとの相違は、前輪はタイヤ幅3.60のまま径を18インチにダウンならびにスポークホイールを装着する点にある。
1978年4月19日発表。同月20日発売でマイナーチェンジを実施。CB400T HAWK-II同様の13Lタンクへの変更・FVQダンパーの採用・ホイールのコムスターホイール化が実施された。
なお1979年7月・1980年6月にもカラーリング変更に伴うマイナーチェンジを実施した。

#### CB250N HAWK
1979年7月20日発表、同月21日発売。

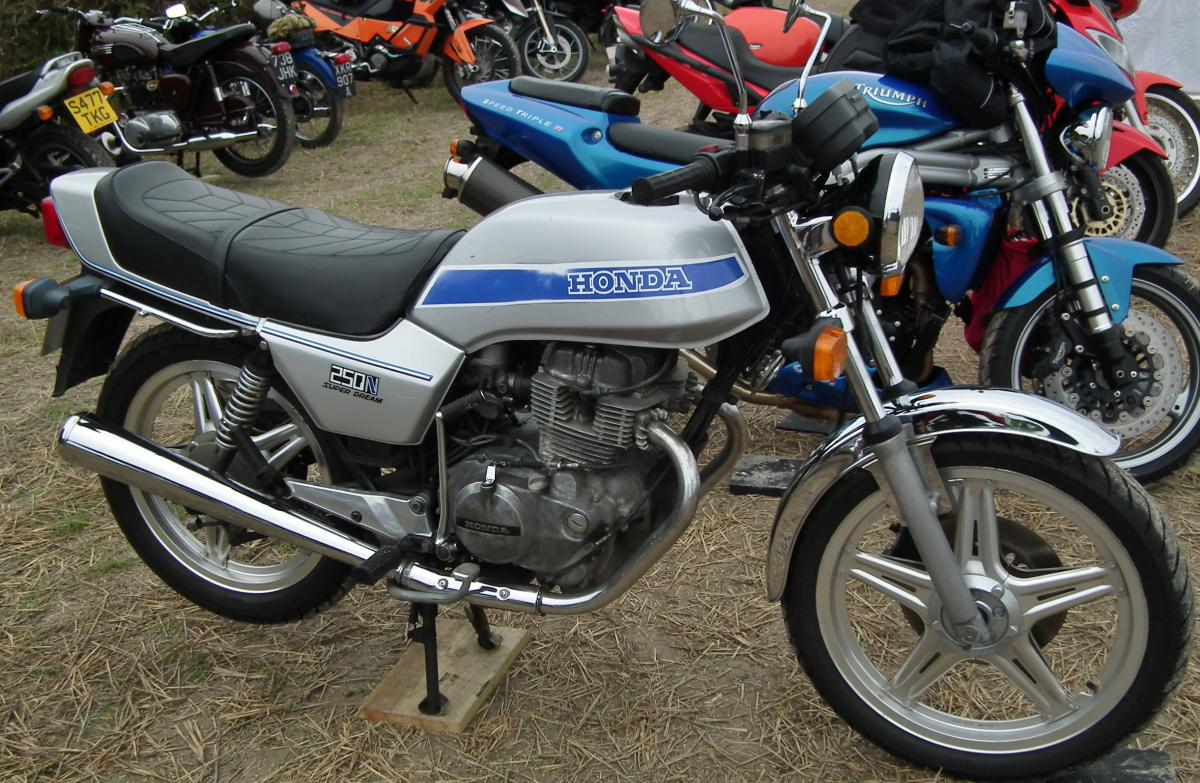
CB250N
欧州仕様

CB400N HAWK IIIの250cc版であるが以下の相違点がある。
- フロントタイヤホイールが18インチ。
- コムスターホイールのスポーク部が鉄製。
- ハンドルをセミフラットタイプのみならずアップタイプをオプション設定。
- カラーリングにCB750Fと同じキャンディーブルーをラインアップ。

#### CB250NA SUPER HAWK
1980年9月5日発表、同月6日発売。
型式名MC03。CB400D SUPER HAWK IIIの250cc版であり車体外装部品を共通化しているが、以下の相違点がある。
- フロントタイヤホイールが18インチ。
- フロントサスペンションは通常のオイルダンパー。
- ハンドルロックは別体式。
- ホイール等のゴールドカラーは非採用。
- ハンドルトップブリッジはプレス鋼板製。
- エンジンは従来からのシルバー塗装。

### エンジンを共用する姉妹車
- CM250/400・CB400LC：当シリーズとエンジンをはじめ一部パーツを共用するアメリカンタイプ。

## 評価
CB400T HAWK-IIはスタイルが野暮ったいという評価にもかかわらず、同排気量クラスで当時販売されていたヤマハRD400・GX400、スズキGT380・GS400、カワサキKH400・Z400を凌駕する性能でベストセラーとなり姉妹車種を増やした。しかし1979年に4気筒DOHCエンジン搭載モデルカワサキ・Z400FXが発売されると400ccクラスでは4気筒エンジンがブームとなり販売実績は低下し、1980年にはヤマハがXJ400、スズキがGSX400Fで追従。さらに既に生産中止となっていたドリームCB400FOURも中古車販売価格が新車価格を上回るプレミアム車となっており、スポーツ志向をより強くしたCB400D SUPER HAWK IIIを投入しても販売面では苦戦を強いられた。またユーザーや販売サイドからも4気筒車投入の声を求められたこともあり、本田技研工業は効率優先をアピールした2気筒エンジンでの市場回復は難しいと判断し、一度は廃止した400ccクラス4気筒車の開発に再び着手。1981年にCBX400Fを発売し、ようやく販売面でトップに返り咲いた。
一方250ccクラスでは、共用するフレームが災いして車重が180kg前後と動力面では不利になるもののそれなりの販売実績を誇っていた。しかし、こちらも1978年にスズキがRG250で、1979年にカワサキがZ250FTで、1980年にヤマハがRZ250で250ccクラス専用フレームモデルを発売。このため次第に売上が低迷する結果となった。これに対しても1980年の4ストローク単気筒エンジンを搭載するCB250RSや1982年の水冷4ストロークV型2気筒エンジンを搭載するVT250Fで250ccクラス専用フレームモデルの販売を開始。「250ccは400ccのお下がり」というイメージを払拭した上で空前のクォーターブームとなった。
このような状況から第1期ホークシリーズは1982年までに生産中止となった。